# Afambo
Afambo és un dels 29 woredes, o districtes, a la regió Àfar d'Etiòpia. El seu nom es deu al llac Afambo, situat a la frontera amb el woreda d'Asayita, prop de la frontera internacional amb Djibouti. Forma part de la Zona Administrativa 1, limita al sud amb la regió de Oròmia, a l'oest amb el woreda de Dubti, al nord amb el woreda d'Asayita, i a l'est amb Djibouti.
L'únic riu perenne a Afambo és l'Awash, el principal riu del país, que passa pel llac Afambo, i una cadena de llacs al sud i a l'est d'ella: Laitali, Gummare, Bari, i el llac Abbe.
Segons les xifres publicades per l'Agència Central d'Estadística d'Etiòpia el 2005, aquest districte compta amb una població total estimada de 16.727, dels quals 7.938 són homes i 8.789 són dones.